# Eustathia
Eustathia är ett släkte av spindeldjur som beskrevs av Oudemans 1905. Eustathia ingår i familjen Eustathiidae.
Släktet innehåller bara arten Eustathia cultrifera. Eustathia är enda släktet i familjen Eustathiidae.